# 晨平鮋
晨平鮋，為輻鰭魚綱鮋形目鮋亞目平鮋科的其中一種，為溫帶海水魚，分布於東北太平洋加拿大溫哥華島至墨西哥下加利福尼亞塞德羅斯島海域，棲息深度124-769公尺，本魚背部玫瑰紅至粉紅色，腹部及側面銀白色，頭部、眶骨具硬棘，背鰭硬棘13枚，背鰭軟條12-14枚，臀鰭硬棘3枚，臀鰭軟條5-6枚，體長可達41公分，棲息在軟底質底層水域，卵胎生，幼魚為浮游性，生活習性不明，可做為食用魚。